# Kaplica Wniebowzięcia Najświętszej Maryi Panny „Tal-Ftajjar” w Luqa
Kaplica Wniebowzięcia Najświętszej Maryi Panny „Tal-Ftajjar” (malt. Kappella Madonna Tal-Ftajjar, ang. St Mary (Tal-Ftajjar) Chapel) – rzymskokatolicka kaplica leżąca w miejscowości Luqa na Malcie. Znajduje się przy Triq il-Karmnu. Świątynia wchodzi w skład parafii Luqa.

## Historia
Kaplica Santa Marija „Tal-Ftajjar” jest jednym z kilku kościołów, które istniały w tej okolicy. Z racji ich liczby ta część wioski znana była, i wciąż jest jako Wied il-Knejjes (pol. Dolina kościołów) i mówi się, że ten teren był zasiedlony jako pierwszy z parafii Ħal Luqa.

Kaplica jest jedną z najstarszych w Luqa, wiadomo, że powstała na początku XV wieku. Od powstania była poświęcona Wniebowzięciu Matki Bożej. 
W 1575, kiedy wizytował ją wizytator apostolski prałat Pietro Dusina w kaplicy były trzy ołtarze. Dusina nakazał aby nie odprawiano mszy świętych przy ołtarzach bocznych.
W 1613 kaplica została odbudowana (co sugeruje, że od wizyty prałata Dusiny jej stan się znacząco pogorszył) staraniem wspólnoty mieszkańców. W kaplicy znajdował się obraz tytularny przedstawiający Wniebowzięcie Maryi, oraz Boga Ojca. Ściany pokryte były freskami przedstawiającymi Zbawiciela, Madonnę, św. Pawła, św. Mikołaja, św. Jerzego i innych świętych, oraz czterech ewangelistów.
W 1656 zdesakralizowano kaplicę św. Mikołaja i kaplicę Narodzenia Najświętszej Maryi Panny, które znajdowały się w Dolinie Kościołów, a biskup Balaguer nakazał, aby ołtarze z obu kaplic przeniesiono do kaplicy Tal-Ftajjar. W 1667 biskup zalecił wykonanie nowego obrazu, gdyż poprzedni był zniszczony lub zaginął. Obraz, który widzimy dziś w kaplicy wykonał Giuseppe D’Arena.
Na początku XIX wieku biskup Vincenzo Labini nakazał by msze, które zwykle odprawiano w kaplicy, ze względu na jej zły stan odprawiano w kościele parafialnym. Stan ten trwał do 1817, kiedy na nowo otwarto kaplicę po wykonaniu wszystkich potrzebnych napraw.
Kaplica od początku istnienia miała rektorów, którzy w zamian za pewne przywileje lub korzyści mieli dbać o jej stan i wyposażenie, odprawiać w niej msze i nieszpory, zapalać lampę.

## Kaplica dziś
W XX wieku kaplica przeszła pod zarząd kościoła parafialnego. W 1992 powstał tu ośrodek pracy duszpasterskiej. Dziś kaplica jest bardzo dobrze utrzymana i jest regularnie używana, odbywa się w niej wieczysta adoracja. Od kaplicy rozpoczyna się procesja z relikwiami św. Andrzeja w wigilię jego święta.

## Architektura
Nie jest znany architekt istniejącego dziś kościoła. Kościół został zbudowany z lokalnego wapienia globigerynowego. 

### Wygląd zewnętrzny
Kaplica, zbudowana na planie prostokąta ma prostą fasadę, którą dzieli z byłą kaplicą Narodzenia Matki Bożej, która dziś służy jako magazyn rzeczy do organizacji festy. Centralnie pomiędzy kaplicami nad fasadą stoi dzwonnica w formie wieży otwartej na cztery strony, w której wiszą trzy dzwony.

Wejście do kaplicy umieszczone jest po lewej stronie. Drzwi ujęte są po obu stronach prostymi pilastrami podtrzymującymi belkowanie oraz złamany fronton. Pomiędzy bokami tego ostatniego znajduje się mały pionowy oculus. Na poziomie dachu, centralnie nad wejściem, na niewielkim postumencie ozdobionym czaszką i skrzyżowanymi kośćmi ustawiony jest kamienny krzyż. Symbole na cokole oznaczały, że kaplica była miejscem pochówków. Przed kaplicą rozciąga się prostokątny zuntier.

### Wnętrze kaplicy
Wnętrze świątyni w kształcie prostokąta ma sklepienie z płyt wapiennych wsparte na trzech lekko zaostrzonych łukach. Znajduje się w niej półokrągła apsyda z ołtarzem, nad którym umieszczony jest obraz tytularny pędzla Giuseppe D’Areny (1633–1719). Przedstawia on wniebowzięcie Maryi w otoczeniu aniołów. Obraz powstał w 1679, jego koszt pokrył Tumas Abela, który opłacił również wykonanie aspersorium. Oba dzieła można do dziś podziwiać w kaplicy.
W kaplicy jest kilka płyt nagrobnych, które wcześniej znajdowały się w kościele parafialnym. Kiedy układano tam nową nawierzchnię, usunięto je i przekazano do tej kaplicy.

## Pochodzenie przydomka „Tal-Ftajjar”
Słowo ftajjar w języku maltańskim znaczy „chleby” (l.mn. słowa „ftira”). Przydomek wziął się od chlebów, które były rozdawane biednym podczas festy w święto tytularne kaplicy, stąd wezwanie kaplicy można przetłumaczyć jako Matki Boskiej „chlebowej” lub „od chlebów”. 

## Ochrona dziedzictwa kulturowego
Od 27 grudnia 2013 kaplica jest umieszczona w National Inventory of the Cultural Property of the Maltese Islands pod numerem 1995.